# Xerus rutilus
Xerus rutilus — вид гризунів (ряд Rodentia) родини Sciuridae. Країни проживання: Джибуті, Еритрея, Ефіопія, Кенія, Сомалі, Судан, Танзанія, Уганда. Його природним середовищем існування є сухі савани та субтропічні або тропічні сухі чагарники.

## Опис
Xerus rutilus має коричневий або темно-коричневий колір із світлішою передньою частиною. Як випливає з назви, X. rutilus відрізняється від інших видів африканських ховрахів тим, що не має поздовжніх білих смуг, що проходять на спині. Око оточене білим волоссям (у досліджуваних екземплярів усе волосся грубе). Їх невелика голова й тулуб мають середню довжину 225.8 міліметрів із середньою довжиною хвоста 172 мм. Хвіст плоский на вигляд. Вага тіла варіюється залежно від досліджень і середовищ існування та коливається від 257,7 до 420 грамів. Довжина задньої лапи становить 35–49 мм.

## Екологія

### Ареал і середовище проживання
Xerus rutilus є ендеміком Ефіопії, Кенії, Сомалі, Судану, Танзанії, Джибуті, Еритреї та Уганди і, ймовірно, зберігся в Сомалі. Його природні місця існування включають сухі (посушливі) савани та субтропічні або тропічні сухі чагарники. Популяції займають багато регіонів, що збігаються з його сестринською групою, смугастим ховрахом (X. erythropus), у північно-східній Африці. X. rutilus риють і займають нори в загалом посушливих умовах.

### Раціон і добування раціону
Xerus rutilus демонструють денний спосіб життя і всеїдну дієту, що складається з листя, плодів дерев, насіння, інших рослинних матеріалів і комах. Дослідження показують, що X. rutilus не піддається дії отруйних дубильних речовин і певною мірою їсть продукти, що містять щавлеву кислоту. Було показано, що X. rutilus надзвичайно ефективний у своїй здатності добувати їжу. Ця здатність не зменшується в різноманітних середовищах, включно з тими, де недостатньо їжі.

## Поведінка

### Нори
X. rutilus переважно поодинокі. Вони живуть у системах нір з однією або двома дорослими особинами з перекриваючими домашніми ділянками. Під час небезпеки X. rutilus може пірнути в чужу нірку для безпеки. X. rutilus дозволяють іншим вивіркам, включно з X. erythropus, заходити в свої нори. Вони проводять більшу частину часу неспання поза своїми нірками, але використовують їх для сну та укриття від стихій. Вони досить часто пересуваються протягом дня, але залишаються малорухливими.

### Ієрархія
Хоча й не територіальні, існує ієрархія панування, коли самці X. rutilus панують над самицями та молоддю. X. rutilus демонструє панування через вокалізацію, демонстрацію хвоста та фізичні випади.

### Терморегуляція
X. rutilus зазвичай живуть у спекотних посушливих умовах і компенсують це поведінковою терморегуляцією. Після періодів пошуку їжі в жарких районах вони відходять у тінь і лягають на затінену землю, щоб охолодитися.